# André Dehertoghe
André Dehertoghe (Leuven, 19 juni 1941 – aldaar, 25 augustus 2016 was een Belgische atleet, die gespecialiseerd was in de middellange afstand. Hij nam tweemaal deel aan de Olympische Spelen en veroverde op twee verschillende onderdelen vijf Belgische titels. Hij was bovendien jarenlang Belgisch recordhouder op de 1500 m (10 jaar) en 
1 mijl (18 jaar).

## Biografie
Dehertoghe werd in 1961 Belgisch kampioen veldlopen bij de junioren. In 1966 veroverde hij zijn eerste Belgische titel Alle Categorieën op de 800 m. Hij nam voor het eerst deel aan de Spelen van 1968 in Mexico-Stad, waar hij uitkwam op de 1500 m, waarin hij elfde werd in de finale. Op de Olympische Spelen van 1972 in München werd hij op de 1500 m uitgeschakeld in de reeksen.
Dehertoghe nam ook driemaal deel aan de Europese kampioenschappen. Hij behaalde een zesde en vijfde plaats. In 1966 kreeg hij de Gouden Spike. Naast de nationale records die hij op eigen naam schreef, was hij bovendien meermaals gangmaker van Miel Puttemans bij diens recordpogingen.
Beroepsmatig was Dehertoghe actief bij de Belgische politie. Hij behaalde ook een Europese titel bij de politie op de 1500m in 1968. Hij was gehuwd met meervoudig wereldkampioene rolschaatsen Annie Lambrechts.

### Clubs
Dehertoghe was lid van DC Leuven.

## Belgische kampioenschappen
| Onderdeel | Jaar                   |
| --------- | ---------------------- |
| 800 m     | 1966                   |
| 1500 m    | 1967, 1969, 1970, 1971 |

## Persoonlijke records
| Onderdeel | Prestatie      | Datum        | Plaats    |
| --------- | -------------- | ------------ | --------- |
| 800 m     | 1.46,7         | 3 juli 1967  | Turku     |
| 1500 m    | 3.37,1 (ex-NR) | 10 juli 1968 | Keulen    |
| 1 mijl    | 3.56,0 (ex-NR) | 2 juli 1968  | Stockholm |

## Palmares

### 800 m
- 1962:  BK AC – 1.52,2
- 1965:  BK AC – 1.50,3
- 1966:  BK AC – 1.48,4
- 1972:  BK AC – 1.49,9

### 1500 m
- 1964:  BK AC – 3.54,7
- 1965:  BK AC – 3.45,0
- 1966:  BK AC – 3.46,4
- 1966: 6e EK in Boedapest – 3.44,3
- 1967:  BK AC – 3.44,5
- 1968: 11e OS in Mexico-Stad – 3.53,6
- 1969:  BK AC – 3.43,1
- 1969: 5e EK in Athene – 3.40,9
- 1970:  BK AC – 3.51,2
- 1971:  BK AC – 3.51,1
- 1971: 5e in reeks EK in Helsinki – 3.43,7
- 1972:  BK AC – 3.43,7
- 1972: 5e in reeks OS in München – 3.44,6

## Onderscheidingen
- 1966 - Gouden Spike[5]
- 1967 - Grote Ereprijs KBAB[5]